# Володар перснів: Персні влади (2 сезон)
Другий сезон американського фентезійного телесеріалу «Володар перснів: Персні влади» заснований на епічному романі Дж. Р. Р. Толкіна «Володар перснів». За сюжетом представлені деякі головні події Другої епохи Середзем'я, за тисячі років до «Гобіта» та «Володаря перснів» Толкіна. Виробництвом сезону серіалу займається Amazon Studios у співпраці з New Line Cinema та завдяки консультуванню Tolkien Estate. Джей Ді Пейн та Патрік Маккей виступають шоуранерами.
У листопаді 2017 року компанія Amazon купила телевізійні права на «Володаря перснів» і взяла на себе зобов'язання створити кілька сезонів нового серіалу. Другий сезон було офіційно замовлено в листопаді 2019 року, і написання сценарію почалося під час тривалої перерви у виробництві першого сезону, яка сталася через пандемію COVID-19. У серпні 2021 року Amazon оголосив, що зйомки серіалу перенесуть з Нової Зеландії до Великої Британії, починаючи з другого сезону. Зйомки почалися в жовтні 2022 року, режисерами стали Шарлотта Брендстрьом, Сана Хамрі та Луїза Хупер. Значна частина великого міжнародного акторського складу серіалу повернулася з першого сезону, як і композитор Беар МакКрірі, який почав працювати на початку виробництва. Зйомки проходили в Сурреї та Беркширі, а також на Канарських островах та були завершені на початку червня 2023 року під час страйку Гільдії письменників Америки 2023 року.
Прем’єра сезону з першими трьома епізодами відбулася 29 серпня 2024 року на сервісі «відео за запитом» Amazon Prime Video. Інші п’ять серій планується випускати щотижня до 3 жовтня.

## Актори та персонажі
Актори  першого сезону, що підтвердили участь:
- Синтія Аддай-Робінсон як Міріель[2]
- Роберт Арамайо як Ельронд[3]
- Оуейн Артур як Дурін IV[4]
- Максим Болдрі як Ісілдур[5]
- Назанін Бон'яді як Бронвін[3]
- Морвед Кларк як Ґаладріель[6]
- Ісмаель Крус Кордова як Арондір[7]
- Чарльз Едвардс як Келебрімбор[8]
- Трістан Гравелл як Фаразон[3]
- Ема Норват[3]
- Маркелла Кавена в ролі Еланор «Норі» Брендіфут[9]
- Джефф Моррелл у ролі Волдрега[3]
- Тайро Мухафідін у ролі Тео[10]
- Пітер Муллан як Дурін III[11]
- Софія Номвете як Діза[12]
- Ллойд Овен як Еленділ[13]
- Алекс Таррант як Веленділ[3]
- Чарлі Вікерс як Саурон[14]
- Леон Водхем як Кемен[15]
- Бенджамін Вокер як Гіл-галад[16]
- Деніел Вейман в ролі Незнайомця[9]

Для другого сезону оголошено участь нових акторів:
- Габріель Акувудіке
- Олівер Елвін-Вілсон
- Ясен «Затес» Атур
- Стюарт Боумен
- Гаві Сінгх Чера
- Вільям Чабб
- Бен Деніелс
- Кевін Елдон
- Сем Гейзелдайн як Адар
- Кіаран Гайндс
- Рорі Кіннір
- Амелія Кенворті
- Вілл Кін
- Селіна Ло
- Калам Лінч
- Таня Муді
- Нія Тоул
- Ніколас Вудсон

## Епізоди
| № серії | Назва серії                                               | Режисер(и)                       | Сценарист(и)                              | Оригінальна дата виходу |
| --- | --------------------------------------------------------- | -------------------------------- | ----------------------------------------- | ----------------------- |
| 1 | «Ельфійські королі під небом» «Elven Kings Under the Sky» | Шарлотта Брендстром              | Дженніфер Гатчинсон                       | 29 серпня 2024          |
| Після поразки Мелькора Саурон прагнув очолити орків. Адар підступно вбив його і став правити Південними землями. Однак, Саурон насправді вцілів у вигляді безформної маси, що поглинала тварин і людей, поки через багато років Саурон створив собі людське тіло та назвався Галбрендом. Король ельфів Ґіл-Ґалад, дізнавшись ким був Галбренд, вважає, що силу Перснів влади треба використати проти нього. Елронд проте переконаний, що це пастка Саурона. Тому він викрадає Персні й доставляє їх до свого старого знайомого Кірдана. Той обіцяє викинути Персні в найглибшу морську западину. Та коли він бачить Персні на власні очі, то змінює рішення і повертається. На розчарування Елронда, Кірдан, Ґіл-Ґалад і Ґаладріель одягають по Персню. Священне дерево ельфів одразу оживає. Незнайомець і Норі тим часом йдуть через пустелю. За ними йде подруга Норі, Поппі, яка приносить карту, щоб допомогти їм знайти дорогу. У Мордорі Галбренда схоплюють, однак не впізнають, хто він. Галбренд вдає з себе нащадка королівського роду людей, користуючись викраденим раніше гербом. Він каже Адару, що Саурон повернувся, і пропонує свої послуги в обмін на звільнення полонених. |                                                           |                                  |                                           |                         |
| 2 | «Коли зорі стають дивними» «Where the Stars are Strange»  | Шарлотта Брендстром, Луїс Гоппер | Джейсон Кагіл                             | 29 серпня 2024          |
| Виверження Судної гори в Мордорі спричиняє землетрус у Казад-думі. Король Дурін III і його син, принц Дурін IV, відмовляються примиритися, попри те, що гномському королівству тепер загрожує голод. Ґаладріель має видіння смерті Келебрімбора та просить піти в Ереґіон. Ґіл-Ґалад погоджується, якщо Елронд вирушить із нею. У пустелі Темний Чарівник зустрічає чаклунок, діями яких невдоволений. Він посилає за Незнайомцем мисливців. Незнайомець, знайшовши посох зі своїх снів, створює піщану бурю, але не контролює свою силу і змітає Норі й Поппі. Саурон тікає з Мордору та приходить у Ереґіон. Він переконує Келебрімбора, що насправді є Аннатаром, «Володарем Дарів», посланцем Валарів, який прибув, щоб допомогти створити Персні Влади для гномів і людей. |                                                           |                                  |                                           |                         |
| 3 | «Орел і скіпетр» «The Eagle and the Sceptre»              | Шарлотта Брендстром, Луїс Гоппер | Гелен Шан                                 | 29 серпня 2024          |
| Еленділ після виверження Судної гори прибуває до Нуменора з осліпленою королевою Міріель. Берек повертається в Мордор і знаходить Ісілдура живого в гнізді гігантських павуків. Дорогою до Пеларгіра, стародавньої нуменорської колонії, Ісілдур зустрічає молоду жінку на ім’я Естрід, яка таємно носить тавро Адара. На них нападають розбійники, які викрадають Берека, і їх рятує ельф Арондір, який сумує через втрату Бронвін, жінки, яку він кохав. Син Бронвін, Тео, пропонує Ісілдуру допомогти повернути Берека. У Нуменорі донька Еленділа, Еаріен, розповідає, що Міріель користувалася ельфійським палантіром. Серед нуменорців відбувається розкол, частина визнає новим королем Фаразона, частина — Міріель. Під час коронації Міріель прилітає велетенський орел, і лорд Белзагар, прибічник Фаразона, тлумачить це як вказівку на майбутнього короля. Келебрімбор і Аннатар просять у гномів мітрил, щоб зробити більше Перснів влади. Дурін III надає метал, попри недовіру Дуріна IV до Аннатара. |                                                           |                                  |                                           |                         |
| 4 | «Найстаріший» «Eldest»                                    | Луїс Гупер, Сана Гмарі           | Гленіз Маллінз                            | 5 вересня 2024          |
| Норі та Поппі губляться в пустелі та зустрічають плем'я хутроногів. Там їх схоплюють, коли дізнаються, що вони шукають чарівника, бо в пустелі є лише один чарівник і він злий. Незнайомець в той час зустрічає відлюдника Тома Бомбадила, що називає себе найстарішою істотою в Середзем'ї. Бомбадил пояснює, що Незнайомець — це один з чарівників Істарів, але інший Істар став на шлях зла. Він погоджується навчити Незнайомця правильно користуватися магією. Елронд, Ґаладріель і Арондір з загоном бійців вирушають у Ереґіон, але дорогою натрапляють на зруйнований міст і йдуть іншим шляхом. Вони потрапляють у пастку могильних духів і розуміють, що їх розбудив Саурон. Арондір зустрічає ентів, переконує їх не вбивати Ісілдура і приєднатися до битви проти Саурона. |                                                           |                                  |                                           |                         |
| 5 | «Кам'яні зали» «Halls of Stone»                           | Луїс Гупер, Сана Гмарі           | Гленіз Маллінз                            | 12 вересня 2024         |
| Дурін III користується врученим йому Перснем влади, щоб знайти вихід на поверхню і повернути в Казад-дум сонячне світло. Але Перстень також робить короля жадібним і самовпевненим. Він вимагає від інших гномських королівств віддавати половину видобутку і не дослухається до слів Діси, що під землею пробудилося могутнє зло. В Ереґіоні Аннатар наполягає, що ельфи повинні створити Персні також для людей, але Келебрімбор відмовляється брати в цьому участь, вважаючи, що люди скористаються ними всім на шкоду. Коли Дурін IV розповідає Келебрімбору про вплив Перснів, подарованих гномам, Аннатар припускає, що Персні зіпсувала брехня Келебрімбора Ґіл-ґаладу й радить створити Персні для людей, що збалансують силу решти Перснів. Келебрімбор погоджується. Новий король Нуменора, Ар-Фаразон, доручає своєму синові Кемену розправитися прихильниками його суперниці Міріель. Кемен перериває меморіальну службу, стається бійка з другом Ісілдура Валанділом, якого Кемен убиває. Батька Ісілдура, Еленділа, звинувачують у бунті та заарештовують. Елронд прибуває в Ліндон і попереджає Ґіл-ґалада про наближення орків. |                                                           |                                  |                                           |                         |
| 6 | «Де Він?» «Where Is He?»                                  | Сана Хамарі                      | Джастін Добл                              | 19 вересня 2024         |
| Келебрімбор працює над створення дев'яти Перснів для людей, поки Аннатар бере на себе управління Ереґіоном. Аннатар дає Келебрімбору мітрил, якого саме повинно вистачити для Перснів. Задурманений чарами Аннатара Келебрімбор не помічає, що місто готується до облоги. За містом Адар схоплює Ґаладріель і пропонує їй битися разом проти Саурона. Він впевнений, що корона Морґота, поєднана з ельфійськими Перснями, зможе знищити Саурона. Еленділ відмовляється присягнути на вірність Ар-Фаразону, і його засуджують до випробування. Він повинен зустрітися з морським змієм і якщо виживе, то буде визнаний невинним. Міріель викликається піти замість нього та переживає зустріч зі змієм, за що її послідовники називають Міріель «королевою моря». Том веде Незнайомця в мертвий ліс, щоб той знайшов собі гілку для чарівного посоха, який приборкає чарівну силу. Незнайомець отримує видіння, як Норі та Поппі загрожує Темний Чарівник. Але Том застерігає, що вирушивши їм на допомогу, Незнайомець втратить нагоду отримати посох. Ґаладріель здогадується, що Саурон заманив армію Адара до Ереґіону з метою підкорити орків. Адар ігнорує застереження та починає облогу Ереґіону. |                                                           |                                  |                                           |                         |
| 7 | «Приречені померти» «Doomed to Die»                       | Шарлотта Брандстрьом             | Дж. Д. Пейн, Патрік Маккей і Джастін Добл | 26 вересня 2024         |
| Келебрімбор підозрює, що все навколо надто добре, але Аннатар закликає його продовжити роботу над Перснями. Орки тим часом звалюють скелі, щоб перекрити річку біля Ереґіону та підійти по висушеному дну до мурів міста. Елронд приходить до Казад-думу й просить Дуріна IV надіслати допомогу в Ереґіон. Дурін IV збирає однодумців, які схвалюють ідею допомогти ельфам. Однак, Дурін III намагається видобути більше мітрілу, всупереч загрозі звільнити таємниче зло. Посланець доповідає Дуріну IV, що військ не вистачить на дві битви і треба обрати одну. Коли Келебрімбор майже завершує дев'ять Перснів Влади для людей, то розуміє, що Аннатар створив для нього переконливу ілюзію спокою. Він усвідомлює, що Аннатар — це Саурон і звільняється від ілюзій. Виявляється, Персні створені з крові Саурона, а не мітрілу. Тоді Саурон вимагає закінчити роботу, щоб захистити Ереґіон від орків. Келебрімбор відрізає собі палець, щоб утекти з ув'язнення в кузні, та забирає Персні. Елронд, Ґіл-Ґалад і війська Ліндона прибувають на допомогу Келебрімбору. Елронд зустрічається з Адаром і відхиляє його пропозицію обміняти Ґаладріель на перемир'я. Проте, він передає Ґаладріель відмичку, завдяки якій вона тікає з табору орків і зустрічає Арондіра. Вдвох вони проникають у Ереґіон через таємний вхід. Келебрімбор передає дев'ять Перснів Ґаладріель. Саурон вимагає повернути їх. Орки намагаються зруйнувати мури Ереґіону, але зазнають поразки. Тоді Адар випускає троля, що все ж пробиває мури, але гине, забравши життя багатьох як ельфів і людей, так і орків. На світанку Адар веде залишки орків на останній штурм. Всупереч сподіванню Елронда, гноми не приходять у призначений час на допомогу. Адар пронизує Арондіра кинджалом і забирає в нього один з ельфійських Перснів. |                                                           |                                  |                                           |                         |
| 8 | «Тінь і полум'я» «Shadow and Flame»                       | Шарлотта Брандстрьом             | Дж. Д. Пейн та Патрік Маккей              | 3 жовтня 2024           |
| Дурін III одержимий Перснем закопується все далі в печеру під горою, де на нього нападає Балроґ, що живе мітриловою шахтою. Король отямлюється, знімає Перстень і називає свого сина Дуріна IV королем перед тим, як дати відсіч, коли печера обвалюється. Незнайомець зустрічається з Темним Чарівником і відкидає його пропозицію разом битися Саурона, розуміючи, що Чарівник хоче сам правити орками. Темний Чарівник руйнує каньйон, змушуючи хутроногів мігрувати; Норі та Поппі приєднуються до них. Незнайомець знаходить у каньйоні посох та бере собі ім'я «Ґандальф» (як його назвали хутроноги). Потім він повертається до Тома Бомбабила й розуміє, що пройшов випробування, обравши друзів замість могутності. Обоє співають у хижці Бомбадила. Ар-Фаразон дізнається з палантіра, що Галбренд насправді Саурон, і звинувачує Міріель у тому, що вона приєдналася до нього, дискредитуючи результати її попереднього випробування. Усіх Вірних заарештовують, окрім Еленділа, якого попереджує донька, і він тікає на захід острова з мечем Нарсілем. Кемен претендує на поселення Пеларґір, як на військовий форпост. Ісілдур просить Естрід повернутися з ним до Нуменору, але Кемен не дозволяє. Тоді Ісілдур покидає Естрід з Гаґеном. В Ереґіоні Саурон катує і вбиває Келебрімбора. Потім Ґаладріель потрапляє у засідку орків і її приводять до Адара. Володіючи відібраним у Арондіра Перснем, Адар відновив свою колишню подобу та пропонує Ґаладріель віддати йому решту Перснів, щоб разом убити Саурона. За це він обіцяє вічний мир з ельфами та людьми. Проте, Адара вбивають розчаровані в ньому орки, яких підмовив Саурон. Далі Саурон пропонує Ґаладріель союз і після відмови проколює її своєю короною. Ґаладріель падає зі скелі разом із Перснями. Дурін IV посилає свою армію на допомогу ельфам, дозволяючи тим, хто вижив у Ереґіоні, втекти в долину на північ від міста. Ґіл-Ґалад знаходить Ґаладріель, але не може її врятувати. Тоді Елронд лікує її силою ельфійських Перснів. Дурін IV дізнається, що його право на трон оскаржують інші королі гномів. Ельфи радяться як вчинити далі й вирішують виступити проти Саурона. |                                                           |                                  |                                           |                         |

## Виробництво

### Розроблення
У листопаді 2017 року Amazon придбала глобальні телевізійні права на «Володаря перснів» Дж. Р. Р. Толкіна. Компанія Amazon Prime Video зобов'язалася створити багатосезонний серіал, заснований на романі, який, як вважалося, триватиме п'ять сезонів та буде створено Amazon Studios у співпраці з New Line Cinema. Очікувалося, що бюджет становитиме 100–150 млн USD на сезон, і сервіс «відео за запитом» погодить трансляцію, ще до розроблення наступних сезонів. Джей Ді Пейн і Патрік Маккей були найняті для розробки серіалу в липні 2018 року і через рік були названі шоуранерами. Prime Video офіційно замовила другий сезон з восьми серій у листопаді 2019 року та оголосила повну назву серіалу «Володар перснів: Персні влади» у січні 2022 року. У грудні цього року було оголошено про режисерську команду сезону, яка складається виключно з жінок: Шарлотта Брендстрьом (з першого сезону), Сана Хамрі та Луїза Хупер. Брендстрьом також стала співвиконавчим продюсером сезону, виконавчими продюсерами якого були Пейн, Маккей, Ліндсі Вебер, Каллум Грін, Джастін Добл, Джейсон Кехілл та Дженніфер Гатчісон.

### Написання сценарію
Команду сценаристів серіалу було розформовано, коли в лютому 2020 року почалося виробництво першого сезону. Але після зйомок перших двох епізодів була запланована довша, ніж зазвичай, чотири-п'ятимісячна перерва у виробництві, щоб дати можливість сценаристам знову зібратися, переглянути перші кадри, спланувати другий сезон для плідної роботи над сценарієм. Ця виробнича перерва зрештою почалася раніше, ніж очікувалося, через пандемію COVID-19, яка тривала з середини березня до кінця вересня. Очікувалося, що написання сценарію другого сезону буде завершено одночасно з пост-продакшном першого сезону між серпнем 2021 року та червнем 2022 року.
Після уникнення «орієнтованої на лиходія» історії в першому сезоні, щоб зосередитися на знайомстві зі світом і героями, шоуранери вирішили, що другий сезон має глибше зануритися в «знання та історії на які чекали глядачі», зокрема, Саурона. Маккей зазначив, що це буде більш вражаючим через участь у першому сезоні Халбранда з Ґаладріель у порівнянні з тим, якби вони почали серіал тільки із Сауроном як антагоністом. Він додав, що після того, як Ґаладріель дізналася про обман Саурона і вдарила кинджалом свого брата, аби створити Ельфійські Персні Влади в першому сезоні, наступним кроком її подорожі стало дослідження наслідків її дій, коли вона полювала на Саурона. До сезону введені такі персонажі, як гобіти Норі та Незнайомець, чарівники, які подорожують до землі Рун на сході Середзем'я. Це одна з локацій, яка раніше не була зображена на екрані та яку шоуранери хотіли представити в серіалі. У сезоні також постане більше місць і персонажів із творів Толкіна, а також відбудеться «масова» битва з двох епізодів.

### Місця зйомок
Керівник Amazon Studios Дженніфер Салке в червні 2018 року заявила, що серіал можна буде виробляти в Новій Зеландії, де знімалися трилогії «Володар перснів» та «Хоббіт», але Amazon також готова знімати в інших країнах, якщо вони зможуть «представити ці місця справді автентичними, тому що ми хочемо, щоб це виглядало неймовірно». У вересні 2019 року Amazon підтвердив, що зйомки першого сезону проходитимуть у Новій Зеландії. Шотландія також розглядалася як місце для зйомок. Виробництво першого сезону завершилося 2 серпня 2021 року, коли ще новозеландська знімальна група не знала, коли почнуться зйомки другого сезону. Замовляючи другий сезон у листопаді 2019 року, Amazon розглядав можливість знімати його паралельно з першим, як це було зроблено для кожної з трилогій фільмів. Утім планувалася перерву, щонайменше на один рік, щоб встигнути завершити постпродакшн першого сезону та написати другий. Amazon продовжив оренду кіностудії Окленда на час перерви, щоб декорації серіалу могли залишитися там, де вони були побудовані.
Через тиждень після завершення зйомок першого сезону Amazon оголосила, що переносить виробництво серіалу до Сполученого Королівства, починаючи з другого сезону. Фахівці Amazon якраз бронювали студій у Великій Британії, а Шотландія, як повідомлялося, вважалася потенційним новим місцем для зйомок. Компанія планувала відправити всі декорації, які були створені для першого сезону, з Нової Зеландії до Великої Британії та найняти нову британську команду, оскільки більшість команди першого сезону проживала в Новій Зеландії. Фактори, які зіграли роль у зміні локації залежали від Amazon, яка вже інвестувала значні кошти в британську студію для кількох інших виробництв. Сподівання на те, що Велика Британія була б «економнішим вибором» через високу вартість виробництва першого сезону в Новій Зеландії, а також можливість знімати в інших європейських країнах поблизу Великої Британії, як це було зроблено для телесеріалу в жанрі фентезі «Гра престолів» стали вирішальними. Також, маєток Толкіна в серіалі доцільніше знімати у Великій Британії, оскільки Толкін надихався там для своїх книг і той факт, що обмежувальна політика Нової Зеландії на кордоні часів пандемії не дозволила керівникам Amazon відвідувати та контролювати виробництво, тоді як багато акторів із закордону (більше половини з яких британці) не могли залишити країну протягом майже двох років під час зйомок першого сезону. У серпні 2020 року Amazon запропонувала сплатити за готелі та орендовані приміщення, щоб не залежати від переміщень, але ця ідея була відхилена урядом Нової Зеландії через передбачувану потребу в «додаткових послугах», пов'язаних з карантинними обмеженнями. До того ж, законодавство Великої Британії дозволяє отримати 25-відсоткову податкову знижку на 80 відсотків витрат на зйомки завдяки урядовій програмі податкових пільг «телебачення високого класу».
Актори та знімальна група висловили жаль, що не повертаються до Нової Зеландії на другий сезон. Вебер назвав це «важким від'їздом» і сказав, що вони не змогли б створити перший сезон без новозеландської знімальної групи. Однак Маккей зазначив, що, оскільки, Толкін надихався Великою Британією на написання власних творів, вони «повернуть це майно додому» з другим сезоном. Він також припустив, що майбутні сезони будуть переходити на інші території в світі Толкіна, що потребувати нових місць зйомок. Вернон Сандерс з Amazon, підтвердив, що другий сезон «відкриє нові території, де відбуватимуться нові експансивні речі», які використовуватимуть переваги нових місць, доступних у Великій Британії та Європі.

### Кастинг
Під час реклами першого сезону на Comic-Con у Сан-Дієго в липні 2022 року автори сценарію заявили, що пропонують роль у другому сезоні телеведучому та завзятому шанувальнику Толкіна Стівену Колберу, який був модератором панелі серіалу на конвенції. Через місяць вони сказали, що персонаж Кірдан буде представлений у другому сезоні. Персонаж ненадовго з'явився у фільмах «Володар перснів» у виконанні Майкла Елсворта.
До списку акторів, які повернулися з першого сезону, увійшли Синтія Аддай-Робінсон як Міріель, Роберт Арамайо як Ельронда, Оуейн Артур як Дурін IV, Максим Болдрі як Ісілдур, Назанін Бон'яді як Бронвін, Морвед Кларк як Ґаладріель, Ісмаель Крус Кордова як Арондір, Чарльз Едвардс як Келебрімбор, Трістан Гравелл як Фаразон, Ема Хорват як Еаріен, Маркелла Кавена як Еланор «Норі» Брендіфут, Джефф Моррелл як Волдрег, Тайро Мухафідін як Тео, Пітер Муллан як Дурін III, Софія Номвет як Діза, Ллойд Оуен як Еленділ, Алекс Таррант як Валанділ, Чарлі Вікерс у ролі Саурона, Леон Водхем у ролі Кемена, Бенджамін Вокер у ролі Гіл-галада та Деніел Вейман у ролі Незнайомця.
1 грудня 2022 року стало відомо, що Сем Гейзелдайн замінив Джозефа Моула в ролі Адара у другому сезоні. Рішення було прийнято кількома місяцями раніше, і Моул не брав участі в просуванні першого сезону. Amazon також оголосила про переможців кастингу Габріеля Акувудіке, Ясена «Зейтса» Атура, Бена Деніелса, Амелії Кенворті, Ніа Тоул та Ніколаса Вудсона. 7 грудня Amazon оголосила про перемогу на кастингу Олівера Елвіна-Вілсона, Стюарта Боумена, Геві Сінгха Чери, Вільяма Чабба, Кевіна Елдона, Вілла Кіна, Селіни Ло та Калама Лінча. Сандерс відзначив різноманітність нових акторів сезону, заявивши: «Серіал продовжує приймати акторів з усього світу. Ми вважаємо, що це рівень шоу, яке ми створили в першому сезоні, і ми робимо те саме для другого сезону, ми намагаємося знайти найкращих акторів для ролей». Amazon оголосила у березні 2023 року, що Кіаран Гайндс, Рорі Кіннір і Таня Муді будуть мати повторювальні ролі у другому сезоні.

### Постановка
Художник-постановник Ремсі Ейвері покинув серіал після першого сезону, щоб працювати над фільмом «Капітан Америка: Прекрасний новий світ» (2024), і його замінив данський дизайнер Крістіан Мілстед у другому сезоні. Брендстрьом заявила, що Мілстед привніс скандинавський вплив у декорації та місця дії серіалу, але також зауважила, що багато декорацій Ейвері були відправлені до Великої Британії та ще створювалися додтаково для другого сезону.

### Зйомки

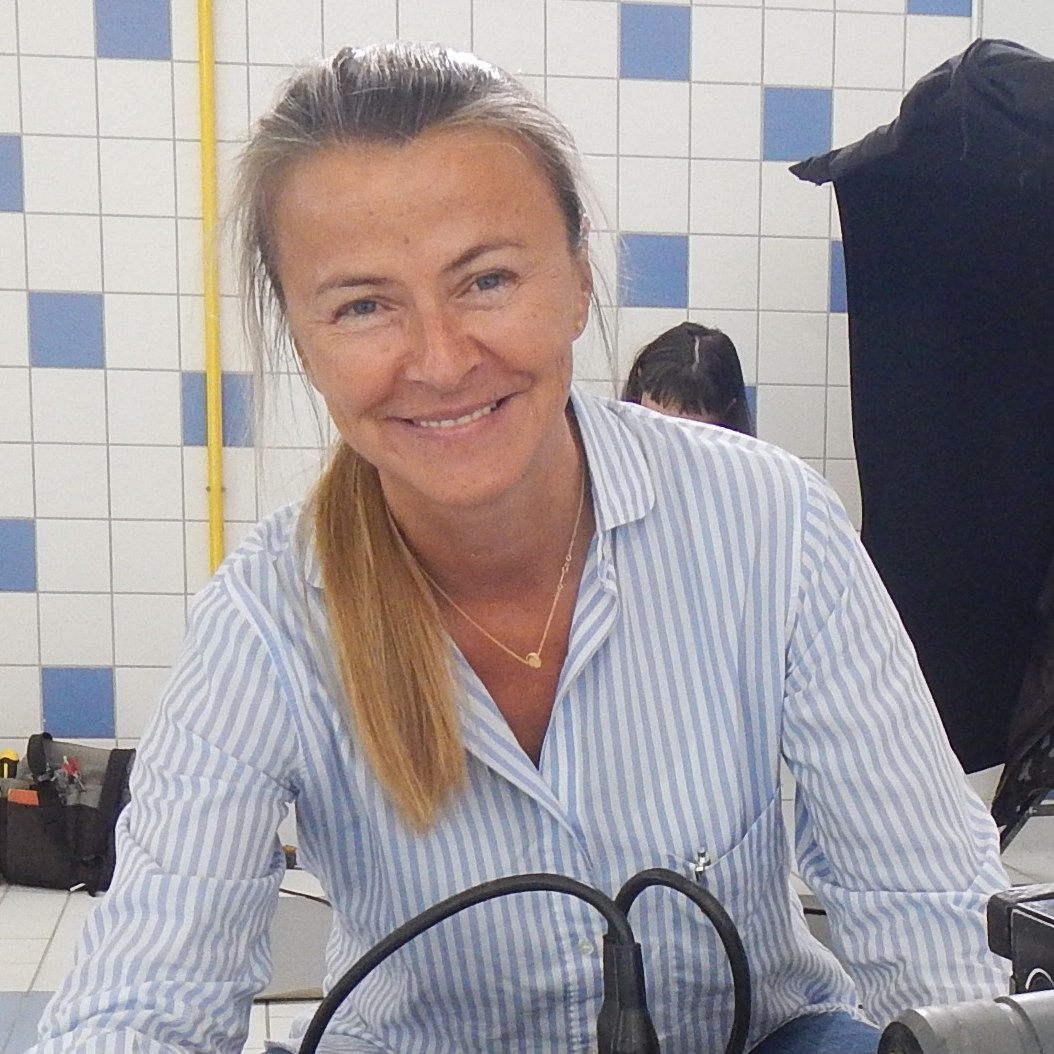
Шарлотта Брендстрьом зняла чотири епізоди.

Очікувалося, що попереднє виробництво розпочнеться у другому кварталі 2022 року, а зйомки будуть проводитися переважно на студії Bray Film Studios та на аеродромі Бовінгдон за межами Лондона. У червні 2022 року шоуранери шукали додаткові місця для зйомок, а актори мали їхати до Великої Британії в серпні. Зйомки почалися 3 жовтня і мали тривати приблизно вісім місяців. Брендстрьом, Хамрі та Хупер знімали свої епізоди одночасно залежно від наявності місць і декорацій. Алекс Дізенхоф повернувся з першого сезону, щоб працювати з Брендстрьом як оператор, а Лорі Роуз та Жан-Філіп Госсарт також виступали операторами цього сезону.
Наприкінці жовтня зйомки проходили на Hankley Common у Сурреї. Декорацію для зруйнованого села було побудовано на «пустинному чорному ландшафті» заповідника (в результаті двох лісових пожеж на початку 2022 року), що призвело до припущень, що його використовували для зображення Мордору. На початку лютого зйомки проходили в лісі Свінлі в графстві Беркшир. Великий замок був побудований на Баттерстіп-Райз в цьому районі, поблизу міста Аскот. Вільям, принц Уельський та Кетрін, принцеса Уельська, які живуть у сусідньому Віндзорському замку, відвідали знімальний майданчик серіалу зі своїми дітьми під час зйомок. Локальні зйомки на Тенерифе в складі Канарських островів, почалися на початку березня, зокрема, у національному парку Тейде. До 17 березня зйомки проходили в місті Сан-Хуан-де-ла-Рамбла на острові Тенерифе, в тому числі в прибережному басейні Чарко-де-ла-Лаха. 21 березня кінь помер від зупинки серця під час репетицій сезону у Великій Британії. Це був один із близько 30 коней, наданих The Devil's Horsemen. Це була перша смерть на знімальному майданчику за 50-річну історію компанії, і кінь стояв серед 20 інших коней, коли помер. Організація захисту прав тварин PETA закликала використовувати візуальні ефекти та інші техніки, а не ризикувати життям справжніх коней. Зйомки на Bray Studios були перервані приблизно на годину 3 квітня через пожежу на складі. 15 квітня Морфідд Кларк повідомила, що перебуває в середині 4-тижневого блоку нічних зйомок. Наступного тижня Ніколь Макбрайд з Bracknell News повідомила про занепокоєння місцевих жителів щодо шкоди, завданої лісу Свінлі зйомками телесеріалу. У відповідь Crown Estate заявили, що співпрацюватимуть із виробництвом, щоб «повністю відновити територію лісу… створивши, таким чином, створити нові середовища існування».
Після того, як у травні 2023 року розпочався страйк Гільдії сценаристів Америки, шоуранери та інші сценаристи й продюсери більше не могли перебувати на знімальному майданчику. Повідомляється, що до закінчення сезону залишалося 19 знімальних днів станом на 4 травня, коли було виявлено, що виробництво триває під наглядом режисерів і виконавчих продюсерів, які не є сценаристами. Виробництво офіційно завершили на початку червня 2023 року.

### Музика
Композитор Беар МакКрірі отримав сценарії сезону наступного дня після завершення роботи над музикою першого сезону. У листопаді 2022 року він почав писати музику для другого сезону, включно з музикою, яка використовувалася під час зйомок, і висловив захоплення тим, що брав участь у сезоні з самого початку та міг працювати краще, ніж у першому сезоні:47:20–52:37.

## Реліз
У жовтні 2022 року шоуранери заявили, що працюватимуть над сезоном «ще пару років», а в грудні Сандерс сказав, що другий сезон, швидше за все, не буде готовий до виходу в 2023 році. У The Hollywood Reporter заявили, що серіал буде готовий протягом 24 місяців і, ймовірно, вийде в прокат протягом 2024 року.
Восьмисерійний сезон телесеріалу випущено на сервісі «відео за запитом» Prime Video. 